# Modiolus ligeriensis
Modiolus ligeriensis es una especie de molusco bivalvo fósil de la familia Mytilidae, muy abundante en sedimentos de la Formación Agrio (Cuenca Neuquina), en Argentina. Fue nombrada por Alcide d'Orbigny.

## Descripción
Caparazón moderadamente grande, alargado, algo hinchado con una escultura radial. Una cresta umbonal prominente y redondeada, que divide cada valva en un área superior e inferior, se extiende desde los umbones hasta el extremo inferior del margen posterior. Las superficies de las dos áreas se encuentran a lo largo de la cresta en un ángulo promedio de 90 °. La valva superior es un poco convexa y la baja, cóncava. la porción de la línea de la charnela del margen dorsal es casi recta, pero detrás de la línea de la charnela se vuelve fuertemente convexa y se curva hacia la parte posterior corta y bruscamente arqueada. El margen basal es aproximadamente paralelo al margen dorsal, es cóncavo y curvo, se ajusta al extremo posterior oblicuo, dirigido hacia abajo de la concha. La región umbonal está considerablemente hinchada, y el margen anterior es corto y bastante redondeado. La superficie está ornamentada con líneas de crecimiento concéntricas bastante fuertes, y la porción de la superficie sobre la cresta umbonal posee costillas radiales finas, divaricantes. Los especímenes argentinos a comparación de los europeos son un poco más grandes, relativamente más altos, el margen posterior menos cóncavo y el contorno del caparazón, sin embargo, son suficientemente cercanos para garantizar una identificación provisional.